# Thomas Aird
Thomas Aird (Bowden, Roxburghshire, 28 de agosto de 1802 – Dumfries, 28 de abril de 1876) foi um poeta escocês.

## Biografia
Aird foi educado na Universidade de Edimburgo, onde conheceu John Wilson, Thomas Carlyle e James Hogg, bem como outros homens de letras. Sob suas influências, decidiu se dedicar ao trabalho literário. Publicou Martzoufle, a Tragedy, with other Poems (1826), um volume de ensaios, e um longo poema narrativo em cantos diversos, The Captive of Fez (1830).
Durante um ano Aird editou o Edinburgh Weekly Journal, e por vinte e oito anos o Dumfriesshire and Galloway Herald. Contribuiu também para a Blackwood's Magazine. Em 1848 publicou uma coletânea de seus poemas, que teve boa aceitação. Carlyle disse ter encontrado neles "uma respiração saudável como as brisas da montanha". Seu poema mais conhecido é The Captive of Fez.
Em prosa Aird escreveu Religious Characteristics, e The Old Bachelor in the Old Scottish Village (1848). Entre outros amigos de Aird estão: De Quincey, John Gibson Lockhart, Arthur Penrhyn Stanley (mais tarde deão de Westminster) e William Motherwell.